# Kizir
Le Kizir (en russe : Кизир) est une rivière de Sibérie orientale en Russie, qui coule dans le krai de Krasnoiarsk. C'est un affluent de la rivière Kazyr en rive droite, donc un sous-affluent de l'Ienisseï par le Kazyr puis par la Touba. 

## Géographie
Le bassin versant du Kizir a une superficie de 9 170 km2 (surface de taille équivalente à celle du département français de la Dordogne).
Le débit moyen à son point de confluence est de 251 m3/s. 
La rivière prend sa source dans le krai de Krasnoiarsk, sur le versant sud de la chaîne montagneuse Kryjine, partie nord-ouest des hautes montagnes des monts Saïan orientaux. Elle coule vers l'ouest longeant le sud de la chaîne Kryjine, parallèlement au cours du Kazyr qui coule plus au sud. Après un parcours de quelque 300 kilomètres, elle finit par se jeter en rive droite dans le Kazyr, au niveau de la localité de Jerbatikha, 15 kilomètres avant que ce dernier ne conflue avec l'Amyl pour donner naissance à la Touba. 
Le Kizir est pris par les glaces à partir du début du mois de novembre, et ce jusqu'à fin avril ou début mai.
Cours d'eau de montagne, la rivière n'est pas navigable et comporte de nombreux rapides dans son cours supérieur. 

## Hydrométrie - Les débits mensuels à Imisskoïe
Le débit du Kizir a été observé pendant 36 ans (période allant de 1955 à 1993) à Imisskoïe, petite localité située à 9 kilomètres de son point de confluence avec le Kazyr. 
Le débit inter annuel moyen ou module observé à Imisskoïe sur cette période était de 239 m3/s pour une surface de drainage de 9 080 km2, soit plus de 99 % du bassin versant de la rivière qui compte 9 170 km2.
La lame d'eau écoulée dans ce bassin versant se monte ainsi à 831 millimètres par an, ce qui doit être considéré comme très élevé, et résulte de l'abondance des précipitations arrosant les montagnes de son bassin (Monts Saïan). 
Rivière alimentée avant tout par la fonte des neiges et des glaces, mais aussi par les pluies d'été, le Kizir est un cours d'eau de régime nivo-glaciaire. 
Les hautes eaux se déroulent au printemps, en mai et en juin, ce qui correspond au dégel et à la fonte des neiges, surtout celles des hauts sommets des Saïan. En juillet, le débit chute, et cette baisse se poursuit ultérieurement, mais plus doucement, tout au long du reste de l'été et du début de l'automne. En novembre, le débit plonge à nouveau, ce qui constitue le début de la période des basses eaux. Celle-ci a lieu de novembre à mars-avril inclus, et correspond aux gelées intenses qui s'abattent sur toute la Sibérie, et qui sont particulièrement dures dans les régions montagneuses. 
Le débit moyen mensuel observé en mars (minimum d'étiage) est de 34,7 m3/s, soit environ 4 % du débit moyen du mois de juin (864 m3/s), ce qui souligne l'amplitude très importante des variations saisonnières.
Sur la durée d'observation de 36 ans, le débit mensuel minimal a été de 21,8 m3/s en mars 1976, tandis que le débit mensuel maximal s'élevait à 1 660 m3/s en juin 1966.
En ce qui concerne la période estivale, libre de glaces (de mai à septembre inclus), le débit mensuel minimal observé a été de 90,2 m3/s en septembre 1989, ce qui restait fort appréciable par rapport au débit moyen. 